# Rosinos de la Requejada
Rosinos de la Requejada är en kommun i Spanien.   Den ligger i provinsen Provincia de Zamora och regionen Kastilien och Leon, i den nordvästra delen av landet, 300 km nordväst om huvudstaden Madrid. Antalet invånare är 424. Arean är 154 kvadratkilometer.
Terrängen i Rosinos de la Requejada är lite bergig.